# Banque du Guyana
La Banque du Guyana est la banque centrale du Guyana. Elle est fondée en 1965 juste avant l'indépendance du pays en 1966. Le gouverneur actuel est Gobind Ganga.